# 風のプリズム
「風のプリズム」（かぜのプリズム）は、広末涼子の3枚目のシングル。1997年10月15日発売。発売元はワーナーミュージック・ジャパン。

## タイアップ
味の素CMソング。

## 収録曲
作詞・作曲：原由子　編曲：藤井丈司
1. 風のプリズム
2. 風のプリズム（unplugged）
3. 風のプリズム（instrumental）

## ミュージック・ビデオ
神奈川県横浜市中区にある神奈川県民ホール等で撮影。